# Masteria pallida
Espèce
Synonymes
- Accola pallida Kulczynski, 1908

Masteria pallida est une espèce d'araignées mygalomorphes de la famille des Dipluridae.

## Distribution
Cette espèce est endémique de Nouvelle-Guinée.

## Publication originale
- Kulczynski, 1908 : Araneae musei nationalis Hungarici in regionibus Indica et Australia a Ludovico Biro collectae. Annals Historico-Naturales Musei Nationalis Hungarici, vol. 6, p. 428-494.